# Jarabe de Palo
Jarabe de Palo (ou Jarabedepalo) foi uma banda de pop/rock latino nascida em Barcelona (Espanha) nos anos 90.
Liderada pelo cantor e guitarrista Pau Donés, seu maior sucesso é a canção "La Flaca", do álbum homônimo de 1996, que foi considerada a "música do verão" na Espanha em 1997.
Em 2005, participaram do projeto hispânico Samba Pa' Ti - Un Tributo a Brasil, com "La chica de Ipanema", versão em espanhol da conhecida canção de bossa nova.
Em 2011, foram nomeados ao Grammy Latino pela canção "Y Ahora Que Hacemos".
Durante sua história, a banda vendeu mais de 5 milhões de discos em todo o mundo e trabalhou em colaboração com uma variedade de artistas de renome, como Celia Cruz, Compay Segundo, Pavarotti e Chrissy Hynde, da banda inglesa The Pretenders.
Em setembro de 2015, o vocalista - e também guitarrista e compositor da banda - Pau Donés anunciou que havia sido operado por causa de um câncer do cólon. Em abril de 2016, anunciou que havia superado o câncer. Contudo, em fevereiro de 2017 Donés comunicou que havia sofrido uma reincidência do câncer. Em outubro de 2018, anunciou que deixaria a música definitivamente a partir de janeiro de 2019. Ainda assim, a sua banda lançou aquele que seria o seu último álbum, Tragas o escupes - cujo lançamento antes havia sido anunciado para setembro de 2020 - em maio de 2020, data que não teve anúncio prévio. A morte de Donés - aos 53 anos de idade -, provocada pelo câncer de que padecia, foi anunciada por sua família em 9 de junho de 2020. Em finais de 2020, o Ministérido da Cultura e do Esporte espanhol atribuiu, a título póstumo, a Medalha de Ouro de mérito nas Belas Artes ao artista.

## Discografia

### Álbuns de estúdio
- La Flaca (1996)
- Depende (1998)
- De vuelta y vuelta (2001)
- Bonito (2003)
- Un metro cuadrado 1 m² (2004)
- Adelantando (2007)
- Orquesta Reciclando (2009)
- ¿Y ahora qué hacemos? (2011)
- Somos (2014)
- Tour Americano 14/15 (ao vivo) (2015)
- 50 Palos (2017)
- Jarabe Filarmónico (com a Orquestra Filarmônica da Costa Rica) (2018)

### Participação e colaborações
- Samba Pa' Ti - Un Tributo a Brasil (2005) - La Chica De Ipanema